# Afrophthalma nigricapitis
Afrophthalma nigricapitis is een keversoort uit de familie bladkevers (Chrysomelidae). De wetenschappelijke naam van de soort werd in 2004 gepubliceerd door Medvedev & Kantner.